# The Blood of Dawnwalker
The Blood of Dawnwalker é um futuro RPG de ação e fantasia sombria com tema de vampiros desenvolvido pela Rebel Wolves e publicado pela Bandai Namco Entertainment. A história se passa na Europa medieval do século XIV. O jogo foi anunciado em janeiro de 2025. O lançamento PlayStation 5, Windows e Xbox Series X/S está previsto para 2026.

## Configurações
The Blood of Dawnwalker é um RPG de ação e fantasia sombria com temática de vampiros, ambientado em um reino gótico e fictício do século XIV chamado "Vale Sangora", localizado nas Montanhas dos Cárpatos. Inspirados no folclore da Europa Oriental, os jogadores exploram um mundo rico em detalhes, repleto de criaturas sobrenaturais, dilemas morais e intrigas políticas.
O protagonista, Coen, luta contra o envenenamento por prata e uma maldição vampírica, tentando salvar sua família em 30 dias. Sua jornada é moldada por seu vínculo único com sua irmã doente, Lunka, uma figura enigmática essencial para a exploração da história sobre sobrevivência, moralidade e poder.
Brencis é o principal antagonista do jogo, um vampiro antigo e formidável que tomou o controle de "Vale Sangora". Sob seu governo, o reino caiu na escuridão, com vampiros impondo um "imposto de sangue" sobre a população humana. Este regime opressivo levou ao descontentamento generalizado entre os habitantes, que são forçados à servidão aos senhores vampiros.

## Desenvolvimento
Konrad Tomaszkiewicz, diretor de The Witcher 3: Wild Hunt (2015) e chefe de produção de Cyberpunk 2077 (2020), deixou seu cargo na CD Projekt em maio de 2021 após uma investigação interna sobre alegações de assédio moral no local de trabalho que o considerou inocente. Depois, ele fez uma longa pausa para considerar seus próximos passos. Depois de passar 17 anos na empresa, Tomaszkiewicz queria mudar para projetos menores com uma equipe menor, na esperança de evitar os desafios que enfrentou ao trabalhar em jogos de grande escala na CD Projekt.
Em fevereiro de 2022, foi anunciado que Tomaszkiewicz havia fundado um novo estúdio, Rebel Wolves, que estava trabalhando em seu primeiro jogo. A equipe de desenvolvimento inclui o irmão de Tomaszkiewicz e diretor criativo, Mateusz, bem como o diretor de design Daniel Sadowski, o diretor narrativo Jakub Szamalek e o diretor de arte Bartłomiej Gaweł, todos os quais trabalharam anteriormente na série The Witcher e Cyberpunk 2077. Em maio de 2024, a Rebel Wolves havia expandido de cerca de 20 para 90 membros da equipe.
O estúdio prevê o jogo como a primeira parcela de uma série homônima, descrevendo-o como uma "caixa de areia narrativa" de fantasia sombria com missões não lineares ambientadas na Europa medieval. O jogo está sendo desenvolvido usando Unreal Engine 5.

## Lançamento
O primeiro trailer do jogo foi lançado em 14 de janeiro de 2025. The Blood of Dawnwalker está programado para ser lançado para PC, PlayStation 5 e Xbox Series X/S em 2026.